# Delta Burke

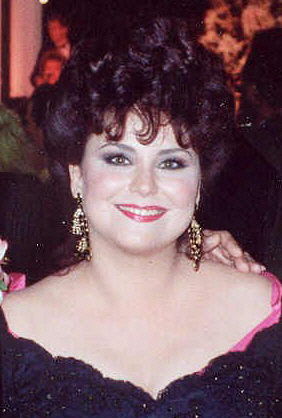
Delta Burke (September 1990)

Delta Ramona Leah Burke (* 30. Juli 1956 in Orlando, Florida) ist eine US-amerikanische Schauspielerin.

## Leben
Delta Ramona Leah Burke wurde als Tochter ihrer alleinerziehenden Mutter Jean geboren. Nachdem ihre Mutter und der Immobilienmakler Frederik Burke geheiratet hatten, wurde sie von diesem adoptiert, ohne dass sie ihren leiblichen Vater kennengelernt hatte. 1974 machte sie ihren Schulabschluss an der Colonial High School. Bereits seit 1972 modelte sie. So gewann sie nicht nur den lokalen Schönheitswettbewerb der Feuerwehr von Orlando als Miss Flame, den Schönheitswettbewerb des Landes der Feuerwehr, sondern wurde 1974 auch als jüngste Gewinnerin überhaupt mit dem Titel der Miss Florida ausgezeichnet. Dadurch nahm sie 1975 automatisch am Miss-America-Wettbewerb teil und erhielt ein Studienstipendium, das ihr ein zweijähriges Studium an der London Academy of Music and Dramatic Art ermöglichte.
Delta Burke ist seit dem 28. Mai 1989 mit dem Schauspieler Gerald McRaney verheiratet. Beide haben keine gemeinsamen Kinder, allerdings hat McRaney Kinder aus einer früheren Beziehung. Das Paar lebt zusammen in Los Angeles, Telluride und New Orleans.
Burke ist Designerin und Gründerin ihres eigenen Modelabels Delta Burke Design. Außerdem besitzt sie gemeinsam mit McRaney ein Antiquitätengeschäft in Collins, Mississippi. Neben ihrer Zuckerkrankheit wurde bei Burke auch das Messie-Syndrom diagnostiziert, weswegen sie in Behandlung war.

## Filmografie (Auswahl)

### Film
- 1983: Mike Hammer – Mord auf Abruf (Murder Me, Murder You)
- 1985: Mein Leben als Bunny (A Bunny's Tale)
- 1988: Gringos, Gold und flotte Girls (Where the Hell's That Gold?!!?)
- 1991: Verfluchte Liebe (Love and Curses... And All That Jazz)
- 1992: Mein unsichtbarer Freund (Day-O)
- 1996: Wenn Herzen brechen (A Promise to Carolyn)
- 1996: Wiege des Hasses (Maternal Instincts)
- 1997: Plädoyer für einen Killer (Melanie Darrow)
- 2000: Was Frauen wollen (What Women Want)
- 2001: Plötzlich außer Kontrolle (Dangerous Child)
- 2003: In tierischer Mission (Good Boy!)
- 2006: Der Weihnachtsmann streikt (The Year Without a Santa Claus)

### Serie
- 1979: Der lange Treck (The Chisholms, unbekannte Anzahl an Folgen)
- 1982: Ein Colt für alle Fälle (The Fall Guy, Folge 1x01 „Die Reise nach Arizona“, Folge 2x05 „Eine Affenkarriere“)
- 1983–1984: Love Boat (The Love Boat, drei Folgen)
- 1984–1987: California Bulls (1st & Ten, sechs Folgen)
- 1985: Wer ist hier der Boss? (Who's the Boss?, Folge 1x12 „Angela sieht rot“)
- 1986–1991: Mann muss nicht sein (Designing Women, 120 Folgen)
- 1992–1993: Delta (Delta, 17 Folgen)
- 1996–2001: Ein Hauch von Himmel (Touched By An Angel, drei Folgen)
- 2006–2007: Boston Legal (fünf Folgen)
- 2019: Dolly Partons Herzensgeschichten (Dolly Parton’s Heartstrings, Fernsehserie, Folge 1x03 If I Had Wings)